# Mary's Prayer
Mary's Prayer is een nummer van de Schotse pop/rockgroep Danny Wilson uit 1988. Het is de eerste single van hun debuutalbum Meet Danny Wilson.
Het nummer wordt wel een "katholiek metafoor" genoemd, maar Danny Wilson-zanger Gary Clark ontkent dat het nummer iets met religie te maken heeft. Volgens Clark is het slechts een liefdesliedje. "Mary's Prayer" haalde de 3e positie in het Verenigd Koninkrijk. Ook in Nederland verwierf het nummer bekendheid, maar het haalde er geen hitlijsten.